# 永乐街道 (镇安县)
永乐街道，是中华人民共和国陕西省商洛市镇安县下辖的一个街道办事处。
2015年，陕西省民政厅批复同意撤销永乐镇，设立永乐街道办事处。

## 行政区划
永乐街道下辖以下地区：
新城社区、镇城社区、青槐社区、青河社区、北城村、安山村、山海村、王家坪村、金花村、金盆村、新衣村、中合村、胡岭村、花甲村、孙家砭村、八亩坪村、杨家河村、鸳鸯池村、东河口村、杏树坡村、庙坡村、太平村、典史村、木园村、大坪村、栗园村、蚂蝗村、栗湾村和樊里村。

## 交通
- 西康铁路：镇安站